# L'Ombre d'Emma
Pour plus de détails, voir Fiche technique et Distribution.
L'Ombre d'Emma (Skyggen af Emma) est un film danois réalisé par Søren Kragh-Jacobsen, sorti en 1988.

## Synopsis
En 1932, le monde s'émeut de l'enlèvement du bébé Lindbergh. Emma, 11 ans, est la fille unique d'une riche famille danoise. Ses parents ne s'occupent que très peu d'elle et, un soir, elle entend sa mère dire à quel point il doit être tragique de se faire enlever un enfant. Le petite fille décide de simuler son enlèvement.

## Fiche technique
- Titre : L'Ombre d'Emma
- Titre original : Skyggen af Emma
- Réalisation : Søren Kragh-Jacobsen
- Scénario : Kirsten Bonnén Rask, Rumle Hammerich, Jörn O. Jensen, Hans Kragh-Jacobsen, Søren Kragh-Jacobsen, Flemming Quist Møller et Åke Sandgren
- Musique : Thomas Lindahl
- Photographie : Dan Laustsen
- Montage : Leif Axel Kjeldsen
- Production : Tivi Magnusson
- Société de production : Metronome Productions
- Société de distribution : Claire Films (France)
- Pays de production :  Danemark
- Genre : Comédie dramatique
- Durée : 99 minutes
- Dates de sortie : 
  - Danemark : 5 février 1988
  - France : 24 avril 1991

## Distribution
- Line Kruse : Emma Zülow
- Börje Ahlstedt : Malthe Eliasson
- Bent N. Steinert : Gustav
- Ken Vedsegaard : Albert
- Henrik Larsen : le père d'Emma
- Inge Sofie Skovbo : la mère d'Emma
- Ulla Henningsen : Ruth
- Jesper Christensen : Poul, le chauffeur
- Sanne Grangaard : Rosa
- Pernille Hansen : Lise

## Distinctions
Le film a remporté plusieurs prix au Danemark.
- Roberts :
  - Meilleur film
  - Meilleur acteur pour Börje Ahlstedt
  - Meilleure photographie
  - Meilleur montage
- Bodil :
  - Meilleur film